# 德国保守主义
德国保守主义（Konservatismus in Deutschland），狭义上是在1848/1849年德國革命之後發展起來的，最初是通過保守派協會、團體和議會成員在普魯士發展起來的，包括“土地所有權權益保護協會”。 德國特有的保守主義表達與俾斯麥有著千絲萬縷的聯繫。

## 1848年到一战
由格尔拉赫（Ernst Ludwig von Gerlach）和施塔尔（Friedrich Julius Stahl）的《新普鲁士日报（Neue Preußische Zeitung）》編輯領導的一群政治家和議員在1849年2月、3月撰寫的保守黨草案是第一個黨宣言的基礎。 基於此背景，保守黨在1851年后在普魯士州議會兩院也被稱為“十字报（Kreuzzeitung）黨”，因為该党報紙頭版有鐵十字勳章。
1867年自由保守黨成立，從普魯士保守黨分裂而來，该党最初是由愛德華·格奧爾格·馮·貝瑟西-胡克（Eduard Georg von Bethusy-Huc）伯爵領導的自由保守黨協會。
成立於1870年的德國天主教中央黨在1871年的第一次國會選舉中成為第二大派別，也是保守陣營的領導黨，在德國各個州的議會中（特別是在普魯士），後來也在国家层面都有议席。直到1918年為止，德国存在三個保守政黨。除了德國中央黨，還有以東厄爾比安農業為導向的德國保守黨，該黨1879年從普魯士保守黨和貴族和工業界支持的自由保守黨（1871年德意志帝國黨）產生。

## 俾斯麦时代
俾斯麦的政治生涯始於1847年，他在當年當選為了普魯士眾議院的議員。然而，他真正嶄露頭角的時間是在1860年代，尤其是在1864年的普丹戰爭、1866年的奧普戰爭和1870年至1871年普法戰爭中的角色。
俾斯麥作爲保守主義者目標不僅僅是保護君主權力，更是加強和鞏固普魯士君主制在統一的德國國家下的地位。他的政治理念融合了保守主義思想和民族主義的元素，並在德國統一的過程中發揮了重要作用。。德國的統一是在普法戰爭的勝利下實現的，使德國戰勝法國，並建立了統一的德意志帝國。這一歷史性事件加強了君主制在德國的地位，並為俾斯麥作為政治領袖的地位奠定了基礎。
在外交政策方面，俾斯麥以“平衡權力”為基礎，努力維持歐洲的和平。他建立了三帝同盟，當中成員就包括奥匈帝国和俄羅斯，這在當時的歐洲政治格局中扮演了穩定力量的角色。
在俾斯麥的執政時期，德國也實施普遍男性選舉，擴大了男性在政治參與的範圍。
1878年，俾斯麥提出了反社会党人非常法案，這一法案在德意志帝國議會獲得通過，並於同年生效。這項法案包括禁止社會主義和共產主義的組織、禁止相應的出版物，以及對社會主義活動進行監視和取締。這一法案的實施使得社會主義者在德國面臨了極大的壓力，並且社會主義運動在一段時期內受到了抑制。在反社会党人非常法案下，德國約有1500人被判處總數達850年的監禁，並使893名黨的領袖被驅逐出其居留地.

## 魏玛共和时期
隨著德國君主制的衰落，保守主義發生了轉變。在某種程度上，要保存的東西變得越來越過時，基於永恆原則精神的創造性重組的想法取代了傳統。1918年第一次世界大戰後，德國的保守主義聚集在與“保守革命”一詞相關的各個政黨和思想潮流中。這一趨勢的代表作家亞瑟·穆勒·范登布魯克為改革德國保守主義的過程創造了一個典型的公式：保守就是創造值得保存的東西（Konservativ ist, Dinge zu schaffen, die zu erhalten sich lohnt）。
德國全國人民黨（DNVP）主席、保守派媒體企業家阿爾弗雷德·胡根伯格從1929年開始推動希特勒的崛起，並於1933年1月與國家社會主義者組成聯合政府。1930年，该党中忠於共和主义、具有民主思想的派別分裂並成立了保守人民黨（Konservative Volkspartei, KVP），然而，該黨在政治上的影響力微乎其微。1933年5月和6月，该黨被迫解散。
一些保守派政治家，如弗朗茨塞爾德特加入纳粹党，其他如弗朗茨馮帕彭和康斯坦丁馮紐拉特在希特勒政府中任职，但非黨員。帕彭的顧問埃德加·朱利葉斯·榮格計劃刺杀希特勒，並在基督教威權主義的基礎上建立一個保守的革命國家。這個早期的保守派反對派在1934年所謂的羅姆政變過程中被國家社會主義者消滅。許多保守派試圖接受國家社會主義，有些人流亡國外，有些人積極參與抵抗（尤其是1944年7月20日的抵抗組織）。

## 二战后
1945年後，古典保守主義在德国不再有任何前景。这是因为，一方面，一些保守派通過與納粹政權的合作使自己名譽掃地，另一方面，由於東德厄爾比亞地主在東德被徵地，他們逃亡或被驅逐，保守派的社會和經濟基礎已經喪失。在經歷了極權專政之後，德国信奉民主憲政國家的原則，保守租户有在德國政治中失去了獨立的政治角色。1949年至1960年阿登納時代的執政黨之一是保守的小型政党德國黨（Deutsche Partei, DP）。在基民盟中聚集在一起的新教徒和天主教徒之間傳統的宗派對立失去了张力，並在社會上也逐漸被克服。
自戰爭結束以來，基民盟一直是德意志聯邦共和國最重要的保守派、跨宗派和民主黨。她打破了魏瑪共和國某些保守黨派反對民主憲政國家的傳統思想，成功地整合了大部分保守主義，並將它們納入民主輿論形成過程。魏玛共和时期的德國全國人民黨(DNVP)、右翼自由派德國人民黨(DVP)和自由派DDP的成員加入了該黨，促成了一個“基督教民主、基督教社會、中間的自由黨和保守黨”。
在聯邦共和國早期，技術官僚保守主義(Technokratischen Konservatismus)的概念變得強烈。這種由基奥尔格（Friedrich Georg）和金格尔（Ernst Jiinger）創建的技術官僚保守主義與技術文明的義務相協調，但並未將其描述為進步。福莱尔（Hans Freyer）和施尔斯基（Helmut Schelsky）等技術官僚保守主義的代表批評了實際約束占主導地位，但認為獨立事實過程的規則比空想家的規則危害更小。在這些技術文明的物質規律中，人們的行動範圍是有限的。人類可以而且必須一次又一次地融入這些過程，但從根本上改變一個由非異化人民組成的完全自由的社會是一種危險的幻想，只有以偽宗教為動機的進步理論家才能代表這種幻想。

## 現代
現代德國的保守主義，特別是以基督教民主聯盟和基督教社會聯盟為代表的保守主義，自德國統一以來經歷了顯著的轉變。這些政黨逐漸轉向中間路線，強調經濟自由主義和社會正義，這與傳統的天主教社會教義相吻合。這種轉變使得它們的保守主義立場變得更加模糊，不再像過去那樣堅定，而是在民族主義和社會主義之間搖擺不定。
自1982年西德總理赫爾穆特·科爾領導的CDU與自由民主黨組成聯合政府以來，這兩黨經常被視為德國政黨體系中較大的中間偏右陣營的一部分。然而，這種分類方式受到批評，因為它不僅忽略了社會自由主義的趨勢，也忽視了像社會民主黨或綠黨這樣的中间偏左政黨中的保守傾向。
2005年，安格拉·默克爾成為德國總理，開啟了長達16年的「默克爾時代」。作為基民盟（CDU）的領導人，默克爾帶領該黨走向了一條中間路線，接納了多項進步議程，包括2015年開放難民政策、2017年推動同性婚姻合法化，以及積極推動能源轉型（如廢核政策）。這些政策雖然符合全球社會正義與環保潮流，卻也引發了黨內外的批評，認為其背離了CDU的保守根基。這種「去意識形態化」的策略，雖然在短期內穩住了票倉，卻在長期削弱了保守派的凝聚力。
2015年的難民危機，成為默克爾時代最具爭議的事件之一。默克爾堅持人道立場，開放邊境接納大量難民，這一政策雖然贏得了國際社會的讚譽，卻在國內引發了強烈反彈。基社盟作為CDU的姊妹黨，要求實施嚴格的邊境管控，而默克爾的開放政策則導致部分選民轉向立場強硬的德國另類選擇黨。

難民危機暴露了CDU/CSU內部的深刻分歧，也凸顯了德國社會在移民問題上的分裂。東部地區的選民，尤其是那些感到被主流政黨忽視的人群，開始將德國另類選擇黨(AfD)視為他們的代言人。AfD以「法律與秩序」、「反移民」等口號，成功吸引了對CDU中間路線不滿的保守選民。AfD強烈主張維護德國的傳統文化、歷史與基督教價值，並對歐盟持懷疑態度，主張維護德國的主權與國家利益，反對進一步的歐盟一體化。這與保守主義對國家主權與獨立性的重視相吻合，尤其是在全球化背景下，許多保守派選民對歐盟的官僚主義與權力擴張感到不安。AfD的路線填補了CDU/CSU在中間路線下留下的保守真空，通過強調傳統價值、反移民、國家主權與財政保守主義，成功吸引了對主流政黨不滿的保守選民。
2025年的德國聯邦選舉，被視為德國政治的轉折點。CDU/CSU雖然保住了第一大黨的地位，但其得票率卻創下歷史次低。與此同時，AfD以近倍數的成長躍居第二，尤其在東部地區的支持率超過30%，成為一股不可忽視的政治力量。這一結果反映了選民對移民政策、國家身份認同的強烈不滿。
AfD的成功邏輯在於，它填補了CDU中間路線所留下的保守真空。CDU的「去意識形態化」被視為對傳統價值的背叛，而AfD則以鮮明的保守立場吸引了不滿選民。此外，AfD在東部地區的成功，也反映了德國東西部之間的地緣政治分歧。東部選民長期感到被主流政黨忽視，AfD將經濟落差歸因於「西德精英的傲慢」，成功強化了反建制情緒。